# Râul Chizdia
Râul Chizdia este un afluent al râului Bega. 

## Hărți
- Harta județului Timiș
- Harta interactivă a județului Arad